# Stadtkirche St. Johannes und St. Martin (Schwabach)

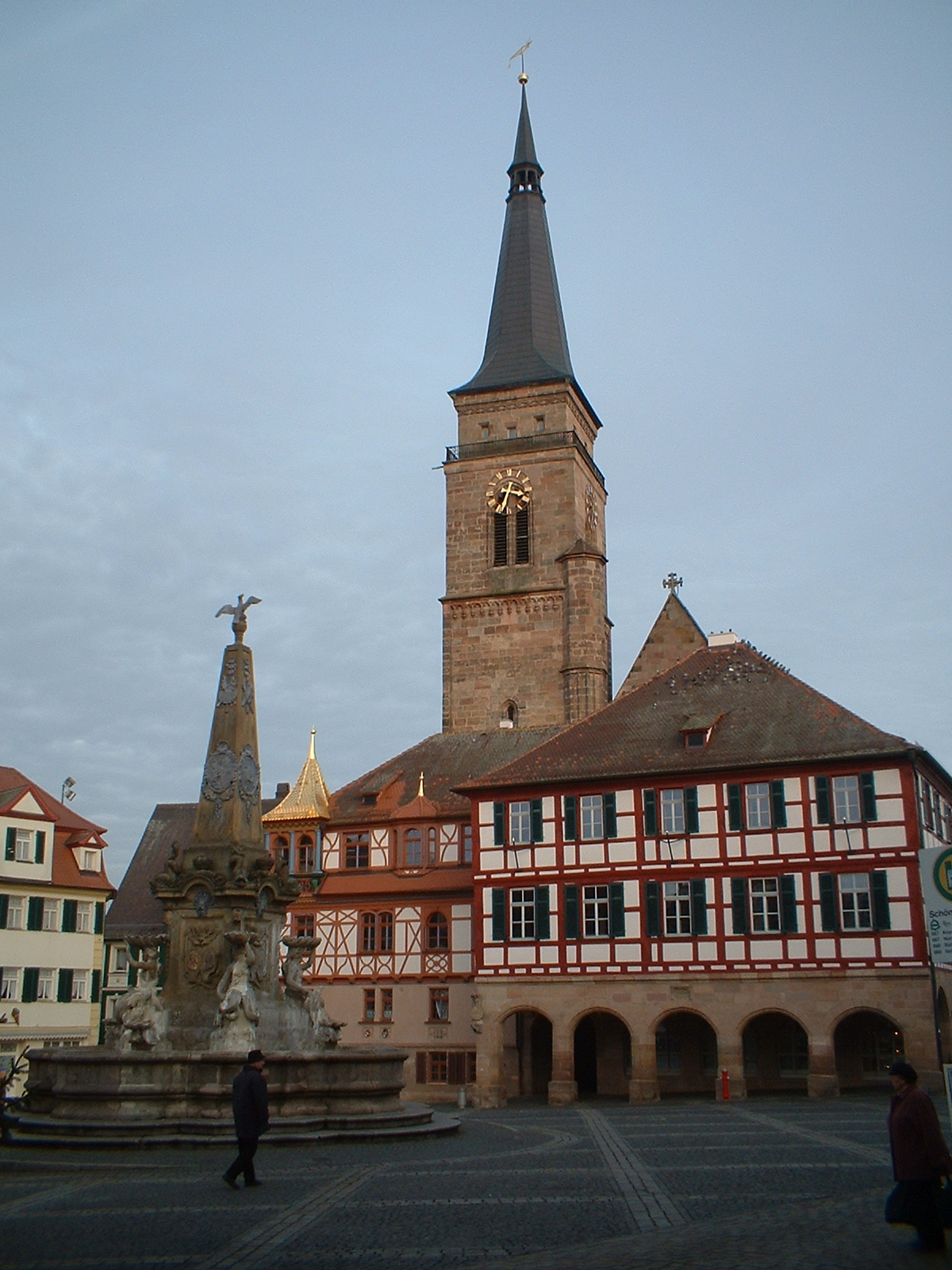
Turm der Stadtkirche hinter dem Rathaus Schwabach

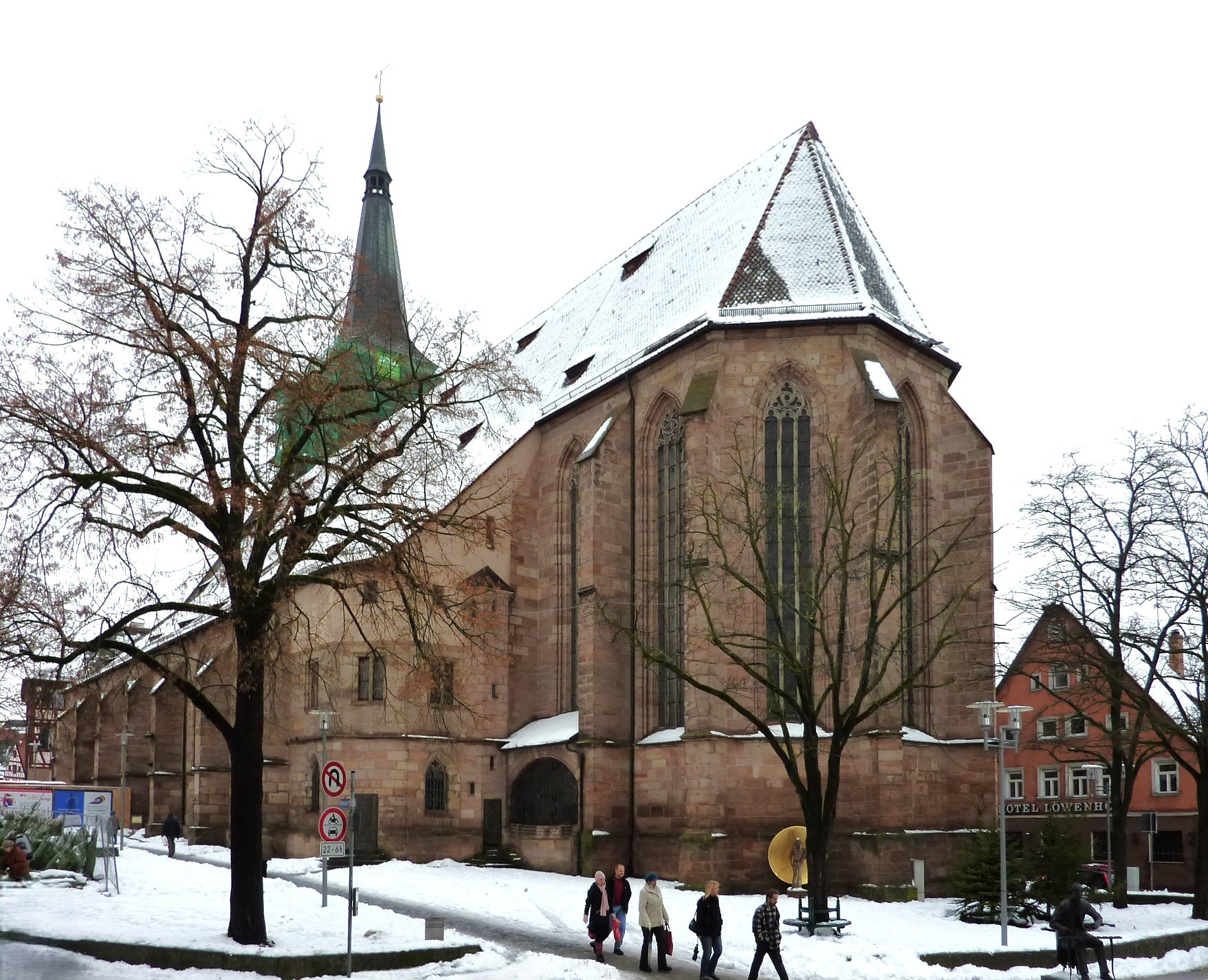
Ansicht von Südosten

Die Kirche St. Johannes d. T. und St. Martin ist die Stadtkirche von Schwabach und Hauptkirche der evangelisch-lutherischen Kirchengemeinde Schwabach-St. Martin. Durch ihre zentrale Lage direkt am Rathaus prägt sie das Stadtbild Schwabachs. Sie wurde im 15. Jahrhundert im gotischen Stil errichtet und ist St. Johannes dem Täufer und St. Martin von Tours, dem Schutzpatron Frankens, gewidmet. Als bedeutendste Sehenswürdigkeit beherbergt sie den Schwabacher Altar.

## Geschichte

### Erbauung und Erhaltung
Die Kirche wurde ab etwa 1410 im gotischen Stil neu errichtet. Aus dieser Bauphase stammt der Chor mitsamt dem zugehörigen Dachwerk (dendrochronologisch datiert 1418/19). Ab 1469 bis 1495 wurde das Langhaus als dreischiffige Staffelhalle errichtet. Die Planung fertigte Heinrich Echser (genannt Kugler) aus Nördlingen an. Sowohl während der Reformation als auch im Dreißigjährigen Krieg und im Zweiten Weltkrieg blieb die Kirche unversehrt, wodurch fast alle Kunstschätze in originalem Zustand erhalten blieben. So sind Malereien und Blattgold aus dem 15./16. Jahrhundert zu sehen.
Zeugnisse von der Aufnahme österreichischer Glaubensflüchtlinge (Exulanten) im 17. Jahrhundert befinden sich vor dem Hochaltar. Ein Bronze-Epitaph zeigt die Grabstätte von Agnes Dangrieß an, die aus Eferding bei Linz stammend, 1625/26 mit ihrer Familie über Regensburg nach Schwabach geflüchtet war. Die Eheleute Dangrieß wurden engagierte Mitglieder der Gemeinde und erfolgreiche Gastronomen in ihrer neuen Heimat. Während des Dreißigjährigen Kriegs, der Schwabach im Sommer 1632 erreichte und in dem die Stadt von Wallensteins Truppen erobert wurde, diente die Stadtkirche als Zufluchtsort für viele Bürger. Im genannten Epitaph zeigt eine Inschrift den Tod der Agnes Dangrieß nur wenige Monate nach Kriegsende an. Ein weiteres eindrucksvolles Grabmal einer Exulantin befindet sich rechts hinter dem Hochaltar. Catharina von Bernerdin, geborene von Händel, gehörte zu einer Gruppe von Flüchtlingen, die sich nach dem Krieg aus der Steiermark auf den Weg ins „gelobte Land“, also in die evangelischen deutschen Fürstentümer und Reichsstädte, gemacht hatten.

### Sanierung 2010 bis 2014
Seit Juli 2007 musste sich die Schwabacher Gemeinde mit einer Sanierung ihrer Stadtkirche befassen. Bis 2009 wurde ein umfassendes Gutachten zu den Schäden erstellt. Dieses fiel so umfangreich aus, dass die Sanierung in mehrere Bauabschnitte über fünf Jahre aufgeteilt werden musste. Im Oktober 2010 beschloss der Kirchenvorstand eine Komplettsperrung der Kirche von März 2011 bis in das Jahr 2014. Lediglich eine kleine Baustellenkapelle stand Besuchern in dieser Zeit zur Verfügung. Kirchliche und kirchenmusikalische Veranstaltungen fanden in den umliegenden Schwabacher Kirchen statt. Zur Unterstützung der Sanierung wurde der Initiativkreis Dir werd ich helfen gegründet. Zudem führten die Schwabacher Bürger vielseitige und kreative Aktionen durch, um Spenden zu sammeln. Die Gesamtkosten der Sanierung betragen voraussichtlich über fünf Millionen Euro. Der aktuelle Spendenstand (Ziel eine Million) beträgt rund 560.000 Euro (Stand Januar 2012).
Der erste Bauabschnitt rund um den Turm, der am 12. Juni 2010 begann, konnte Anfang Juni 2011 abgeschlossen werden.   Die Sanierung ging nahtlos in den zweiten Bauabschnitt im Ostteil der Kirche über, für den die Kirche gesperrt wurde. Er umfasst die Rosenberger Kapelle, Chor, Sakristei und Bibliothek. Für diesen Abschnitt wurde im Chor ein Gerüst über zehn Stockwerke aufgebaut. Anfang 2012 wurde die Kirche zur Kirche des Jahres 2011 der Stiftung KiBa gewählt.

### Gegenwart
Am 8. Dezember 2019 wurde aus der Kirche der ZDF-Fernsehgottesdienst übertragen, die Predigt hielt Melitta Müller-Hansen.

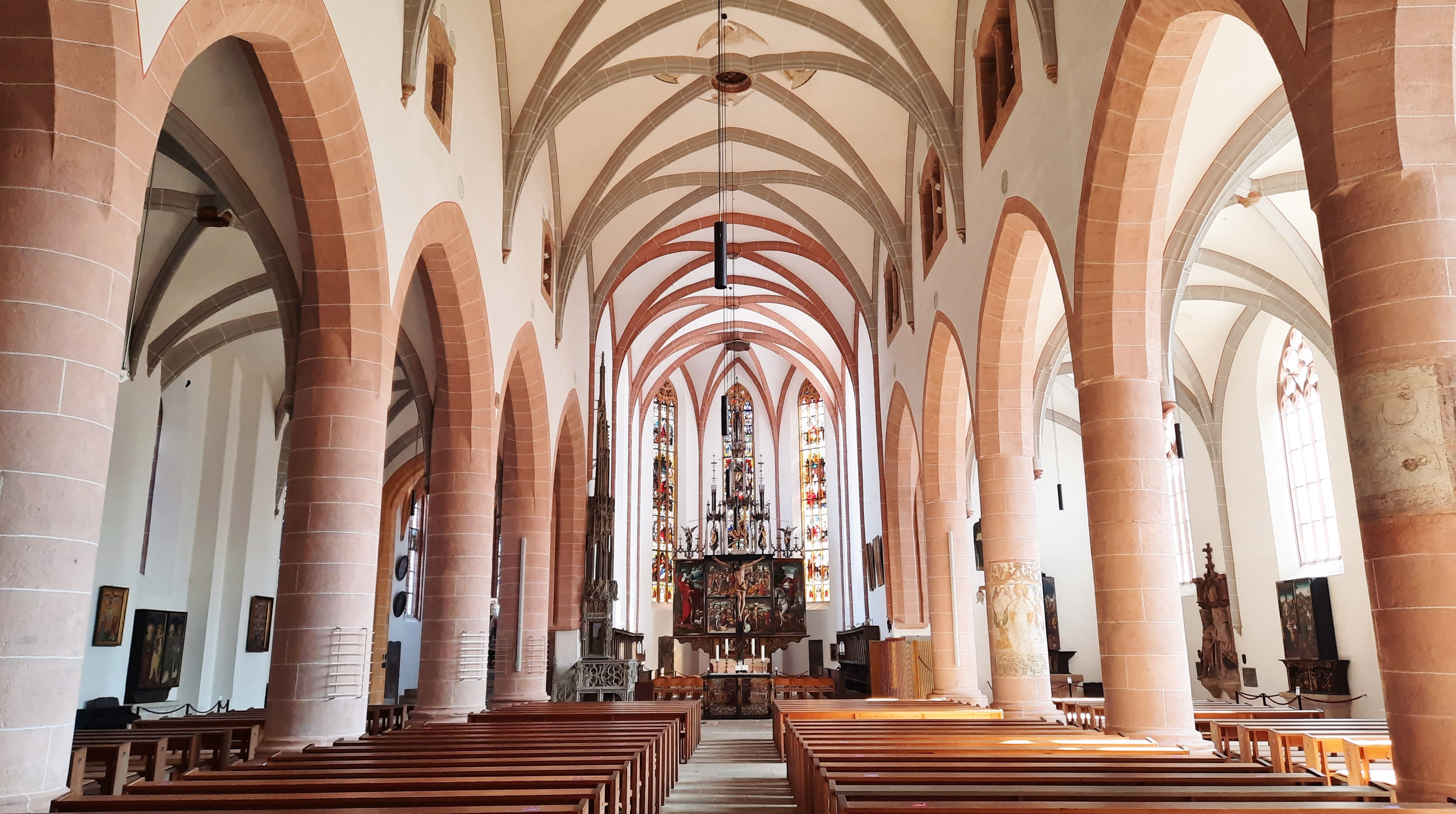
Das Innere der Kirche

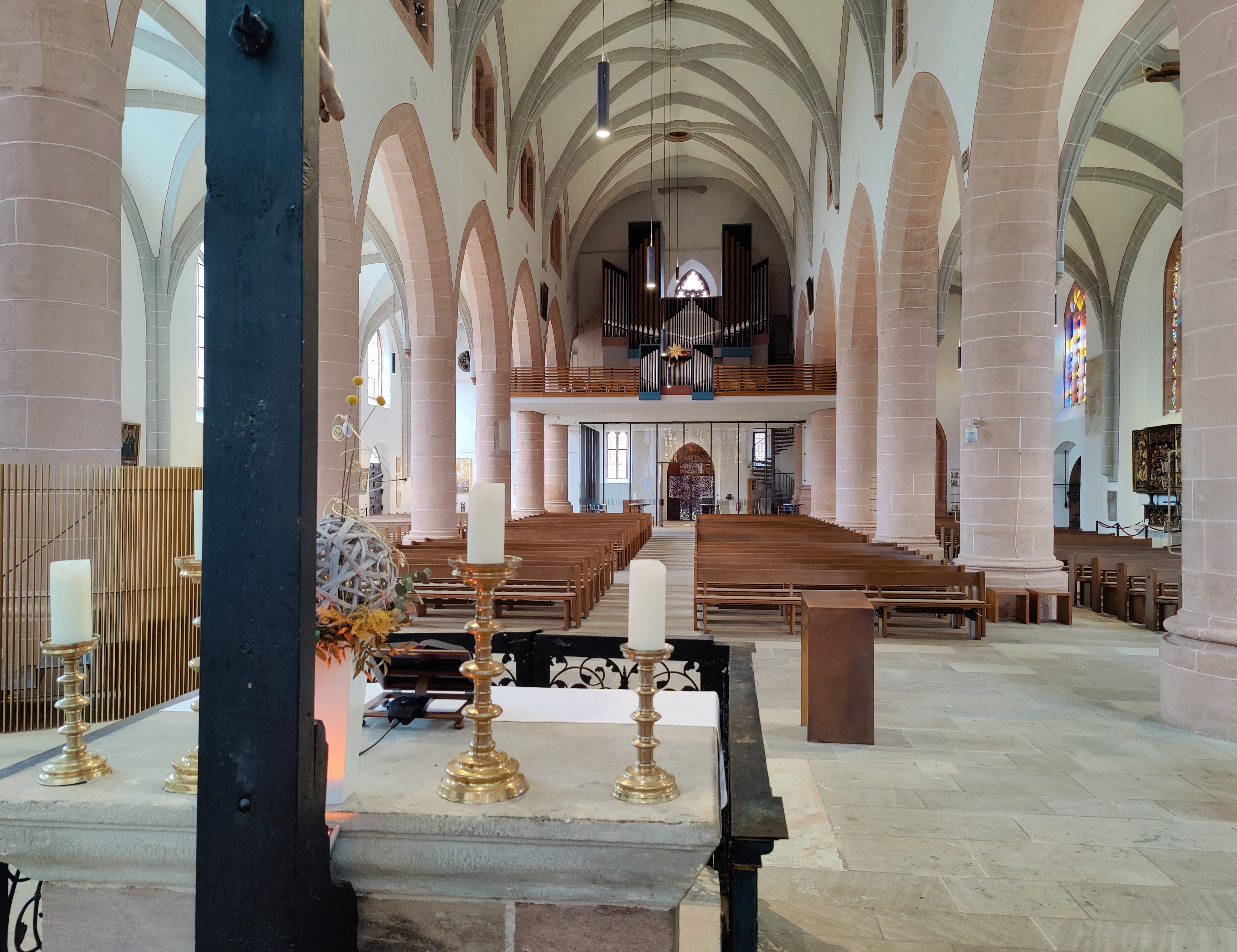
Blick nach Westen

## Ausstattung

### Schwabacher Altar
Der Hochaltar der Stadtkirche gehört mit über fünfzehn Metern Höhe und mehr als sechseinhalb Metern Breite zu den größten spätgotischen Flügelaltären. Er stammt aus der Werkstatt von Michael Wolgemut, dem Lehrer von Albrecht Dürer und wurde 1508 fertiggestellt. Der spätgotische Wandelaltar ist mit seinen beeindruckenden Schnitzereien ein klassisches Beispiel für die Verwendung von Blattgold. Einiges spricht dafür, dass auch Veit Stoß an dem Polyptychon mitgearbeitet hat. Der Altar war eine Station des Kunstwanderwegs Goldene Meile.

### Orgel

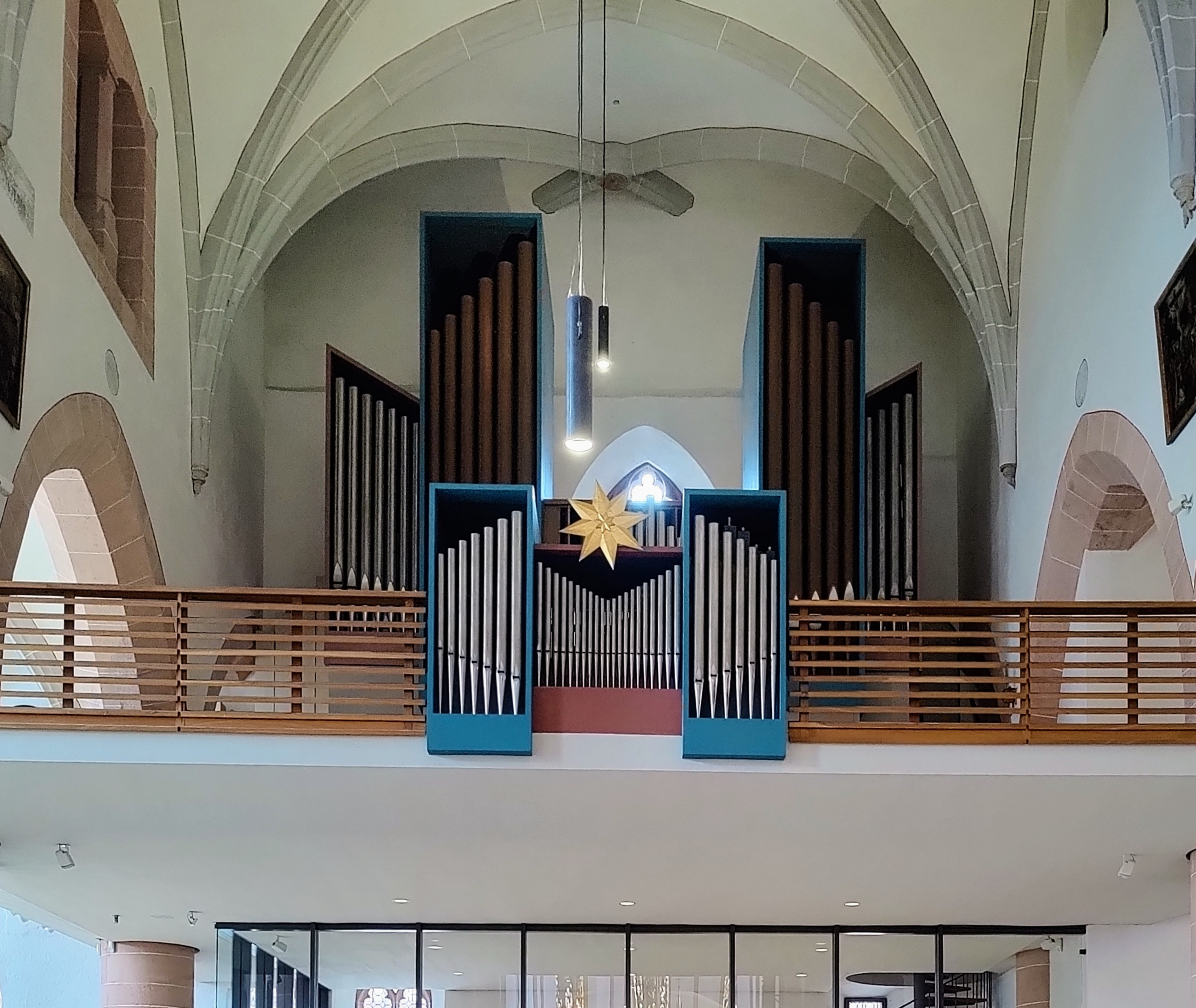
Weigle-Orgel

Die Orgel wurde 1962 bis 1964 von Orgelbau Weigle unter Mitarbeit von Landeskirchenmusikdirektor Friedrich Högner aus München und Kirchenmusikdirektor Oskar Stollberg aus Schwabach erbaut. Sie hat 51 Register verteilt auf drei Manuale und Pedal mit vier freien und zwei Pedalkombinationen.

### Glocken
| Bezeichnung  | Nominal | Gussjahr | Bemerkung |
| ------------ | ------- | -------- | --- |
| Johanna      | e1 +7   | 1415     | vermutlich von Sifridus II. gegossen                                                                                           |
| Berlefein    | gis1 +8 | 16. Jh.  | |
| Zwölfer      | ais1 +8 | 13. Jh.  | |
| Elfer        | h1 +7   | 14. Jh.  | |
| Sankt Martin | cis2 +6 | 2010     | Die Vorgängerglocke (dis2 +7) aus dem Jahr 1957 befindet sich seit 2011 im Glockenmuseum in der Stiftskirche zu Herrenberg.    |
| Käppelle     | gis2 +7 | 15. Jh.  | |
| ?            | ?       | 1508     | Als einzige der Glocken befindet sich diese nicht im Turm, sondern auf der Rosenbergerkapelle und wird noch von Hand geläutet. |